# Tsim Sha Tsui
Tsim Sha Tsui (em chinês: 尖沙咀), frequentemente abreviado como TST, é uma área no sul de Kowloon, Hong Kong. A área é administrativamente parte do distrito de Yau Tsim Mong. Tsim Sha Tsui Leste é um pedaço de terra recuperado da Baía de Hung Hom, agora a leste de Tsim Sha Tsui.
Geograficamente, Tsim Sha Tsui é um cabo na ponta da Península de Kowloon apontando para o Victoria Harbour, em frente ao distrito Central. Várias aldeias foram estabelecidas neste local antes de Kowloon ser cedida ao Império Britânico em 1860. O nome Tsim Sha Tsui em cantonês significa banco de areia afiado. Também era conhecido como Heung Po Tau (香埗頭), ou seja, uma porta para exportação de incenso.
Tsim Sha Tsui é um importante centro turístico em Hong Kong, com muitas lojas de luxo, bares, pubs e restaurantes que atendem aos turistas.

## Geografia
Antes de qualquer recuperação de terras, Tsim Sha Tsui consistia em dois cabos paralelos com uma baía entre eles, ao sul. O cabo oeste, Kowloon Point, o Tsim Sha Tsui propriamente dito, coincidia com a pequena colina onde está localizado o antigo quartel-general da Polícia Marítima, enquanto o cabo leste era a colina que hoje é conhecida como Blackhead Point. A baía entre os cabos se estendia até o norte da atual Mody Road. Hoje, a Canton Road marca a borda oeste de Tsim Sha Tsui, e a Chatham Road, a borda leste. A área é montanhosa, embora muitas colinas tenham sido niveladas para recuperação.

## História

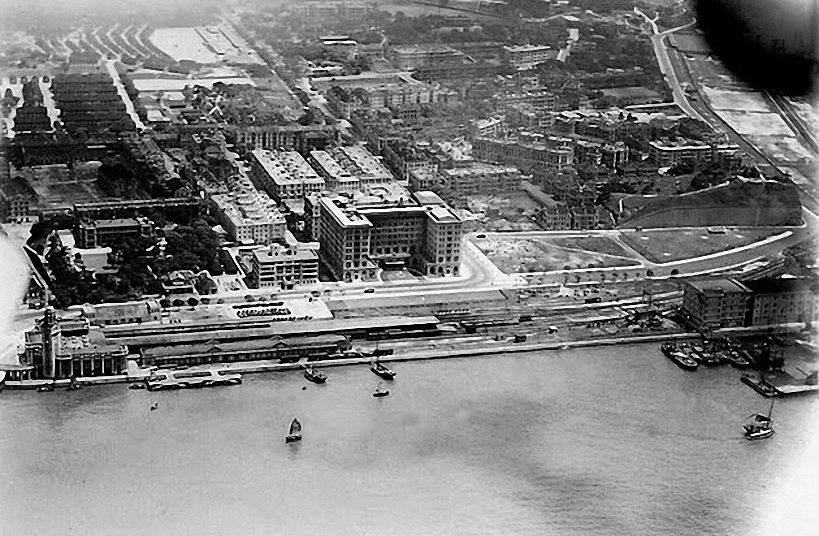
Vista aérea de Tsim Sha Tsui no início do século XX

Mapas históricos da dinastia Ming ou Qing nomearam o canal entre Tsim Sha Tsui e Central como Chung Mun (pinyin: Zhong Men, 中門, literalmente, o portão do meio), pois ele está localizado no meio dos outros dois canais, Kap Shui Mun no oeste e Lei Yue Mun no leste, no porto.
Antes de Kowloon ser cedida à Grã-Bretanha em 1860, muitas vilas estavam presentes na área. As árvores de incenso dos Novos Territórios eram coletadas em alguns cais em Tsim Sha Tsui e transferidas o sul da ilha, para exportação. Pouco depois que a terra foi cedida à Grã-Bretanha, começou a construção da primeira seção da principal via de Tsim Sha Tsui, a Nathan Road.
Até o século XX, Tsim Sha Tsui era um subúrbio arborizado que continha inúmeras instalações da guarnição britânica em Hong Kong. O Quartel Whitfield, convertido no Parque Kowloon em 1970, ficava a oeste da Nathan Road. No início do século XX, os chineses foram autorizados a viver na área para atrair mais pessoas para o comércio na colônia.
A Ferrovia Kowloon–Canton (Seção Britânica) iniciou o serviço em 1º de outubro de 1910. A estação de Kowloon foi aprovada para ser construída em terras recuperadas em 1912. Foi construído no novo aterro do sul entre 1913 e 1915. Outra estrada importante, Salisbury Road, foi concluída aproximadamente no mesmo período. O famoso Peninsula Hotel foi construído sobre o aterro em 1928, em frente à estação.
A estação de Kowloon foi transferida para uma nova estação em 1978. A estação e os trilhos inteiros foram demolidos, exceto a Torre do Relógio. O Museu Espacial de Hong Kong e mais tarde o Centro Cultural foram erguidos no local.

## Indústria

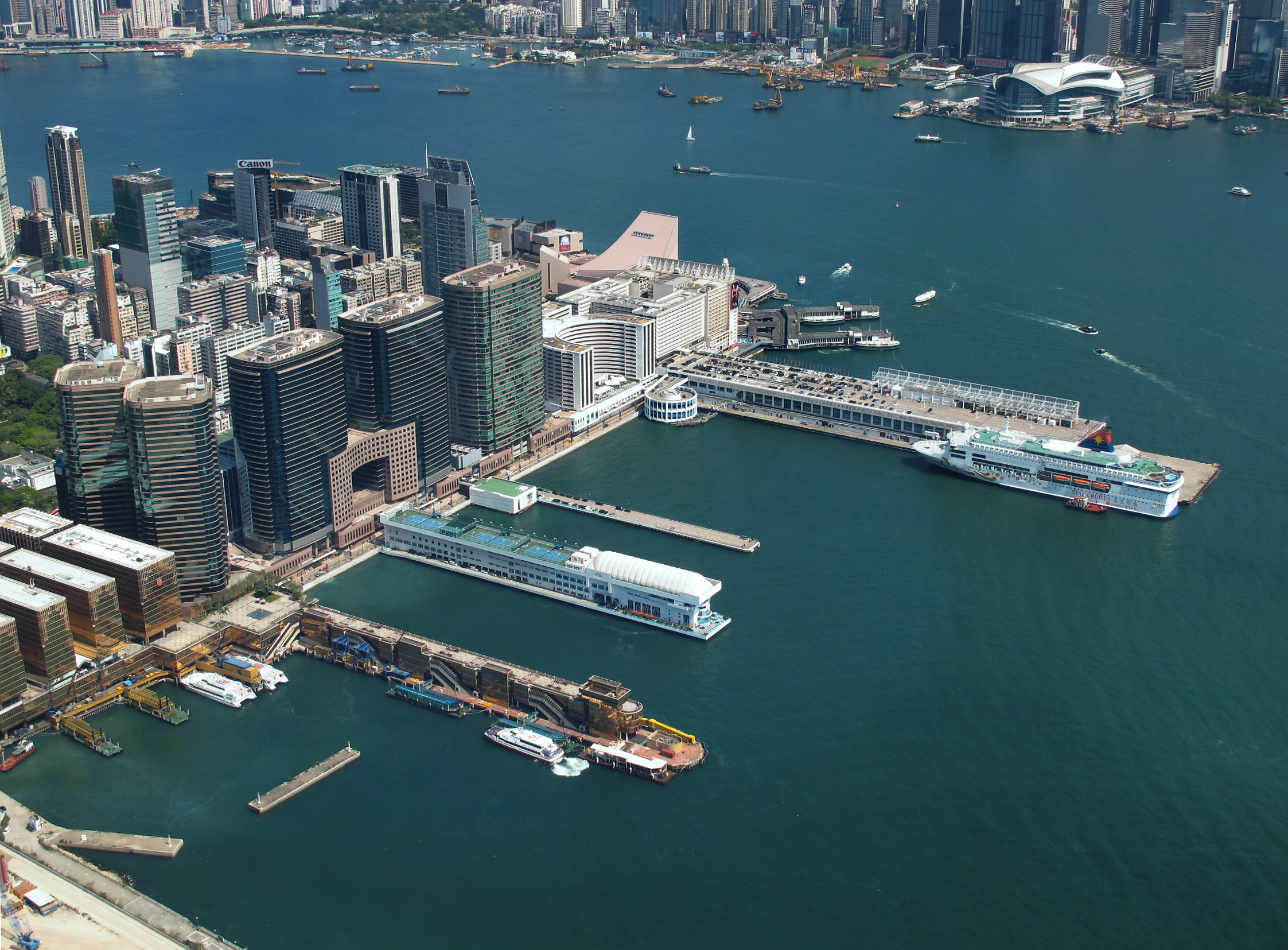
Ponta sul de Tsim Sha Tsui

Tsim Sha Tsui continua sendo setor terciário desde os tempos coloniais até os dias atuais. Nos primeiros dias coloniais, o transporte, o turismo e o comércio eram os principais negócios da área. À medida que as instalações portuárias e ferroviárias se mudaram da área, a principal indústria se concentrou nas duas últimas. Após o encerramento do Aeroporto Internacional de Kai Tak, as restrições de altura nos edifícios diminuíram e agora foram construídos arranha-céus maiores e mais altos, paralelos aos do distrito Central.

## Cultura
Algumas representações do gato de desenho animado Din Dong aparecem pela cidade. Uma estátua na Avenida das Estrelas foi construída no Parque Kowloon.

## Galeria

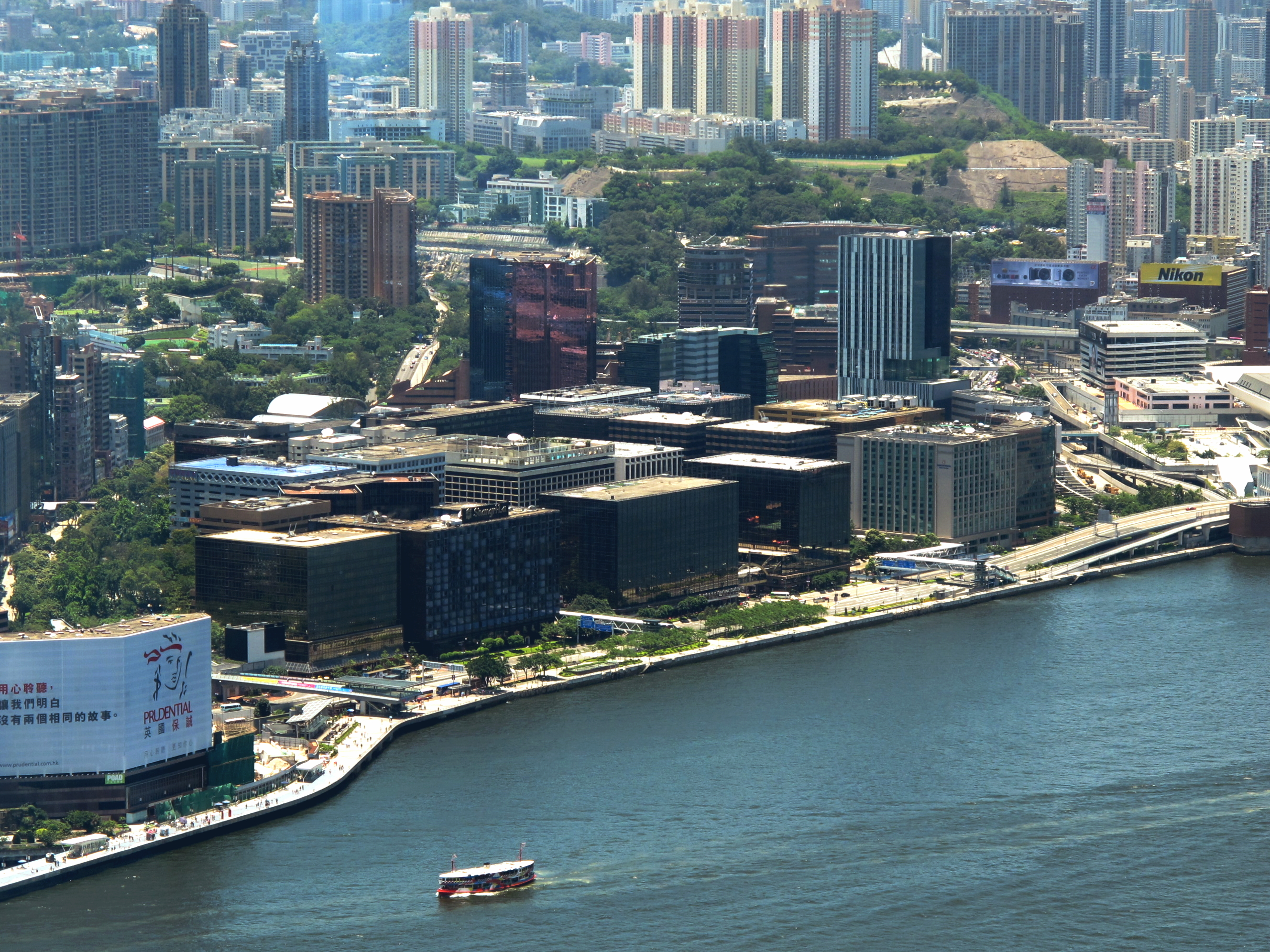
Ponta Leste Tsim Sha Tsui.
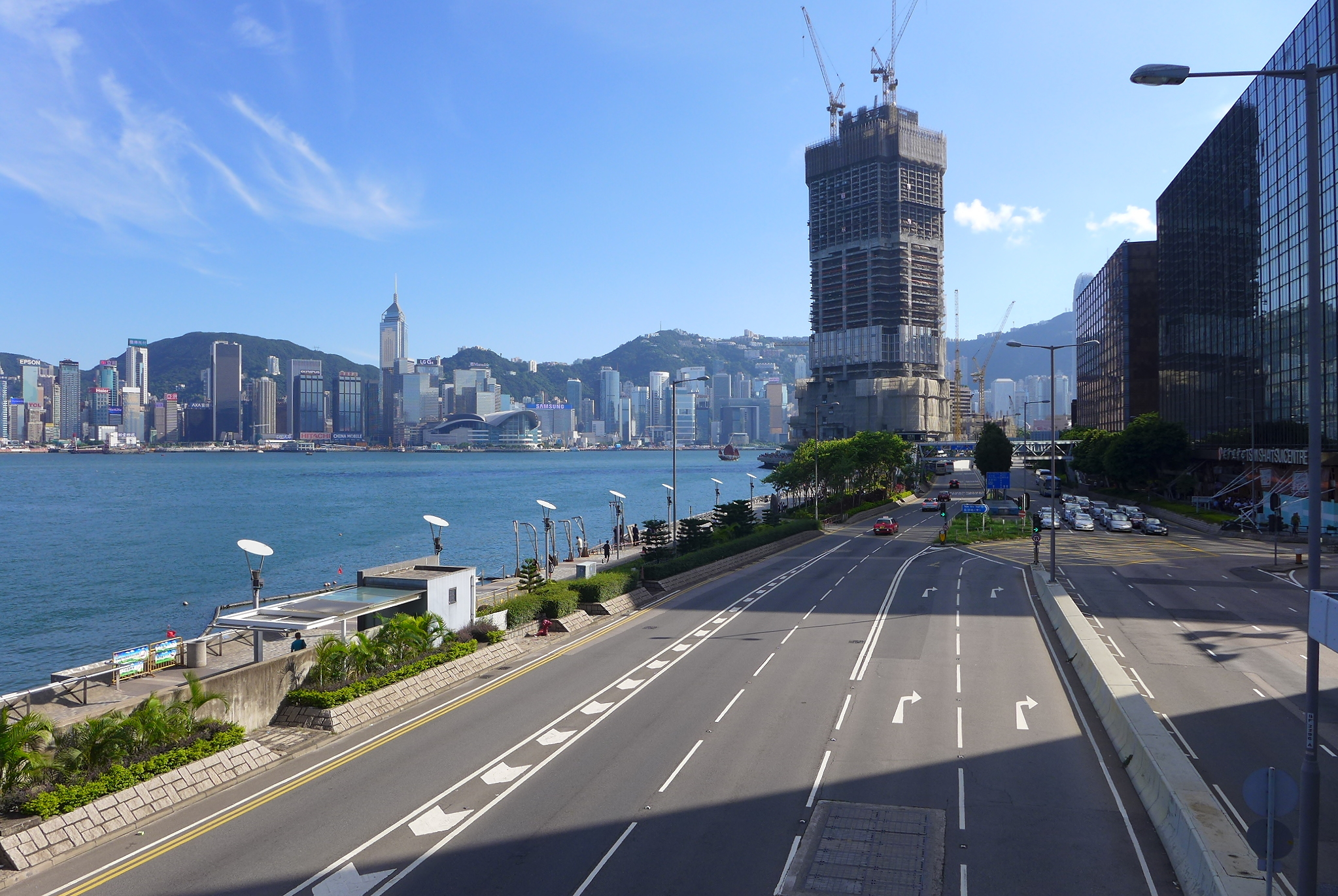
Salisbury Road na Ponta Leste de Tsim Sha Tsui.
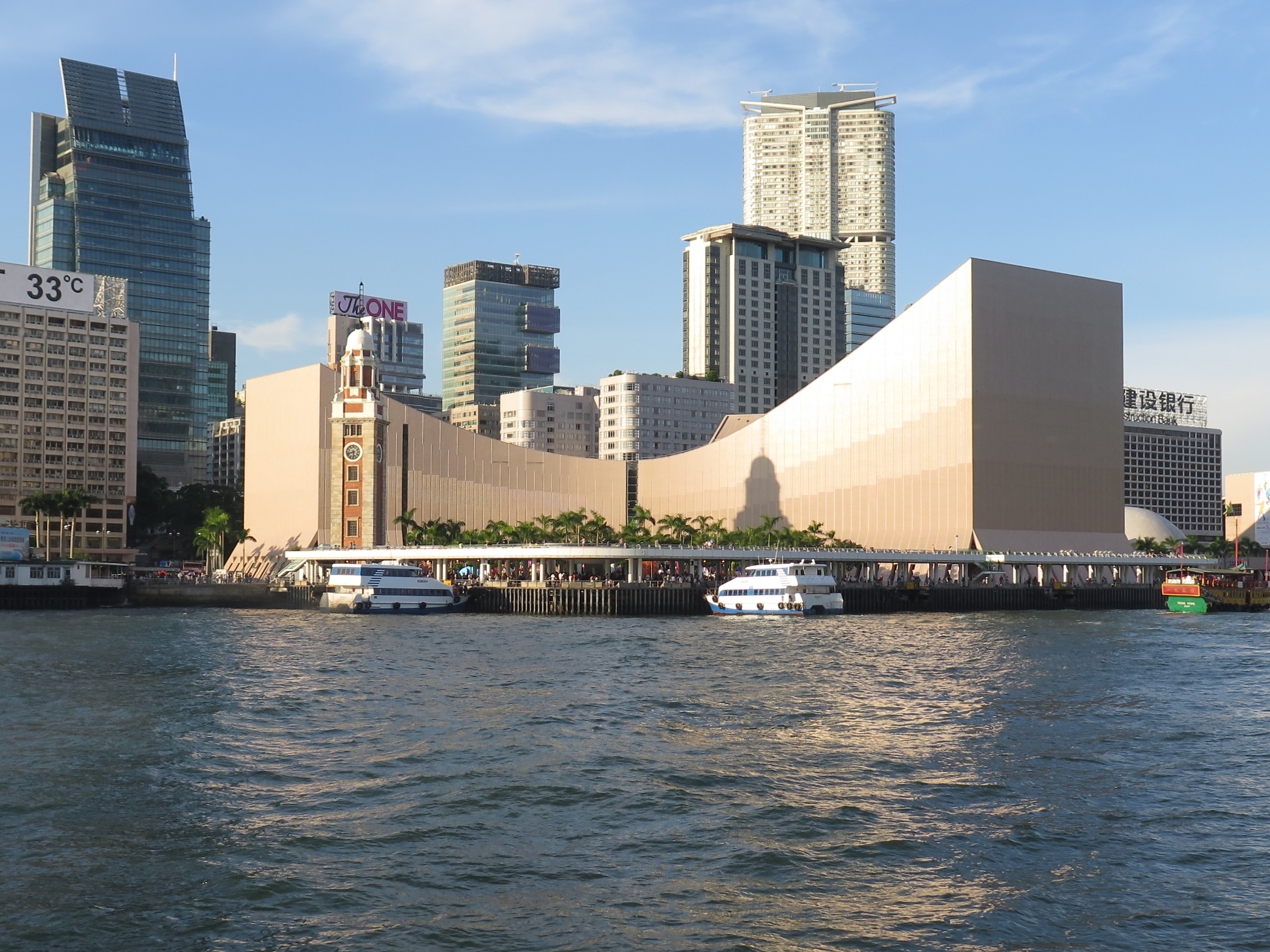
Centro Cultural de Hong Kon
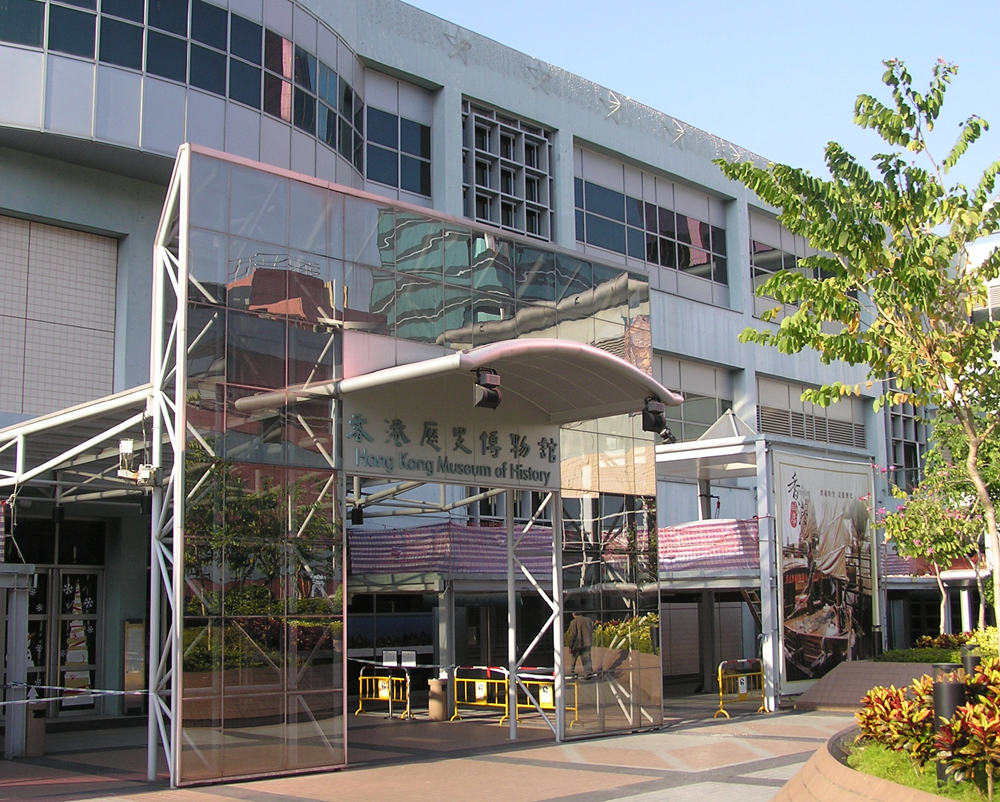
Museu de História de Hong Kong.
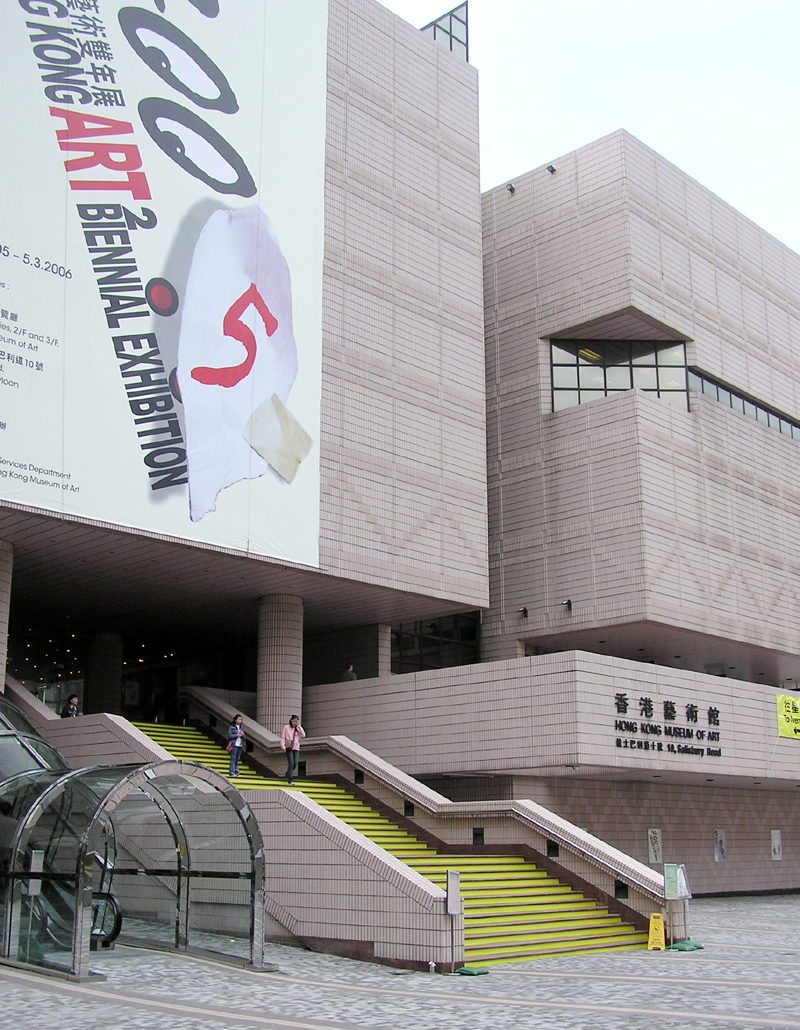
Museu de Arte de Hong Kong
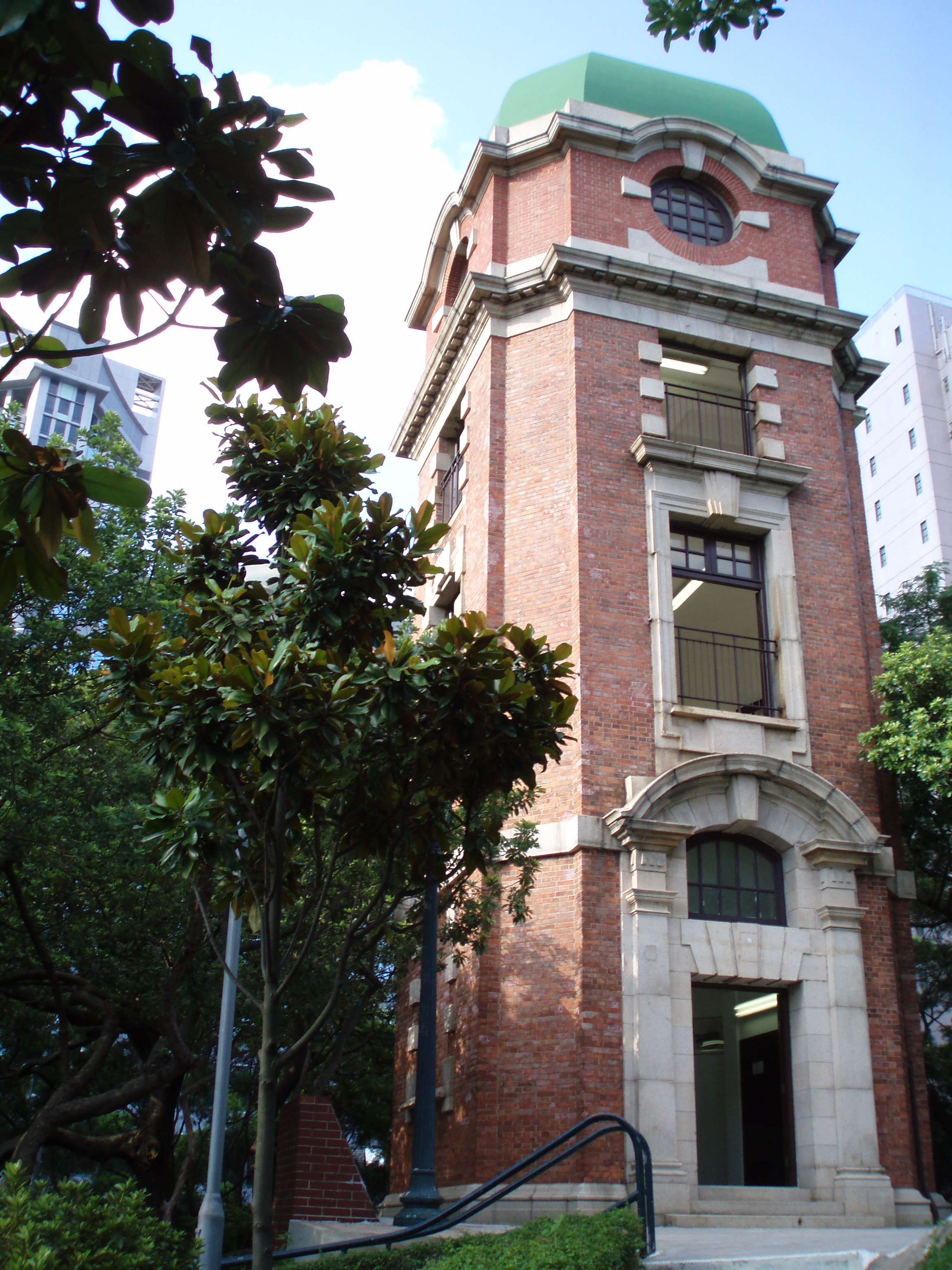
Torre Signal Hill